# Fabio Ricci (pallavolista)
Fabio Ricci (Faenza, 11 luglio 1994) è un pallavolista italiano, centrale della You Energy.

## Carriera

### Club
La carriera di Fabio Ricci inizia nelle giovanili della Robur Angelo Costa di Ravenna. Dopo una stagione in Serie B1 al Conselice, nella stagione 2011-12 fa ritorno nella società ravennate. Dopo un'altra stagione in prestito in Serie B1, questa volta con il gruppo under 19 della Lube, passa al Porto Robur Costa per la stagione 2013-14.
Nella stagione 2017-18 viene ingaggiato dalla Sir Safety Perugia, sempre in Superlega, con cui vince tre Supercoppe italiane, tre Coppe Italia e uno scudetto. Dopo cinque annate in Umbria, per il campionato 2022-23 approda all'Emma Villas, mentre in quello seguente gioca per la You Energy, ancora in Superlega.

### Nazionale
Viene convocato nella nazionale under 20 italiana, con cui conquista la medaglia d'oro al campionato europeo under 20 2012; con la nazionale under 23 invece vince la medaglia di bronzo al campionato mondiale 2015.
Nel 2015 debutta in nazionale maggiore, aggiudicandosi in seguito la medaglia d'argento alla Grand Champions Cup 2017, quella d'oro alla XXX Universiade e poi al campionato europeo 2021.

## Palmarès

### Club
- Campionato italiano: 1

2017-18
- Coppa Italia: 3

2017-18, 2018-19, 2021-22
- Supercoppa italiana: 3

2017, 2019, 2020

### Nazionale (competizioni minori)
- Campionato europeo under 20 2012
- Campionato mondiale under 23 2015
- Universiade 2019